# Коулман, Орнетт
Рэндольф Денард О́рнетт Ко́улман (англ. Randolph Denard Ornette Coleman; 9 марта 1930, Форт-Уэрт, Техас — 11 июня 2015, Нью-Йорк) — американский джазовый саксофонист и композитор. Один из самых известных джазовых новаторов, пионер фри-джаза.

## Биография
Родился в семье бейсболиста и портнихи. Освоил саксофон самостоятельно, систематического музыкального образования не получил. В 1952—1959 годы работал в Лос-Анджелесе лифтёром, в 1957 году в ансамбле с трубачом Доном Черри, барабанщиком Эдом Блэкуэллом начал экспериментировать, играл на пластиковом альт-саксофоне в строе С (как самоучка, он неверно транспонировал). Первые сольные альбомы — «Something Else!» (1958) и «Tomorrow Is The Question» (1959) — помог организовать Ред Митчелл. Джон Льюис и Гантер Шуллер помогли квартету Коулмана (с Доном Черри, Эдом Блэкуэллом и Чарли Хейденом) получить ангажемент в нью-йоркском клубе «Five Spot» (1959). В 1959—1963 годах квартет записал семь альбомов, выступал на крупнейших американских фестивалях (в Ньюпорте и Монтрё), гастролировал в Европе.
Перелом в стиле Коулмана произошёл в 1961 году, по выходе альбома «Free jazz: A collective improvisation» (термин «фри-джаз» обязан названию этого альбома). С этого времени Коулман полностью отказался от традиционных тонально-гармонических схем (в том числе, от «блюзовых квадратов» и пр.) и от песенных музыкальных форм как основы для импровизации. При этом в ритмике Коулмена никаких новаций не произошло: в его фри-джазовых композициях сохранилась опора на (преимущественно двухдольный) метр, использовались привычные синкопы и особые виды ритмического деления — триоли, квинтоли и т. п.
В 1963—1964 гг. Коулман прекратил выступления и потратил более полутора лет на освоение трубы и скрипки.
В 1965 организовал квартет (с Чарльзом Моффетом и Дэвидом Айзензоном), а в следующем году журнал Down Beat назвал его «музыкантом года». В 1970-е годы, пытаясь синтезировать фри-джаз с роком, он начал использовать в аранжировках электрогитары и ударную установку (для этого организовал и возглавил ансамбль под названием «Prime Time») — впрочем, коммерческого успеха фьюжн-альбомы Коулмана не имели.
Орнетт Коулман умер 11 июня 2015 года в Нью Йорке от остановки сердца.

## Творчество
Сохраняют популярность пьесы Коулмана «доабстрактного» творческого периода, среди них: «Одинокая женщина» («Lonely woman», 1959) и «Конгениальность» («Congeniality», 1959).
Позднейшие фри-джазовые эксперименты Коулмана вызвали противоречивые оценки: часть музыкантов (Леонард Бернстайн, Вирджил Томпсон, Херби Хэнкок, Гюнтер Шуллер) восторженно приветствовала «новаторство» Коулмана, но были и те, кто высказывался о них резко отрицательно. Диззи Гиллеспи вовсе не считал музыку Коулмана джазом («I don’t know what he’s playing, but it’s not jazz»). Мейнард Фергюсон полагал, что Коулман не вполне овладел инструментом («He’s got bad intonation, bad technique. He’s trying new things, but he hasn’t mastered his instrument yet»). Чарлз Мингус сравнивал его игру с барабанящей кошкой («It doesn’t matter the key he’s playing in — he’s got a percussional sound, like a cat with a whole lot of bongos»), а Майлзу Дейвису и вовсе показалось, что у Коулмана «не все дома» («the man is all screwed up inside»). Широкую известность приобрела ироничная реплика английского саксофониста и музыкального критика Бенджамина Грина: «Поскольку Коулман наловчился играть хроматическую гамму в любой момент от начала и до конца, теперь не получится упрекнуть его в том, что он играет фальшиво все ноты. Подобно остановившимся часам, по крайней мере дважды в день Коулман оказывается прав» (рецензия в Guardian, 1966).
Коулман также изредка писал музыку для кино, для камерного ансамбля (три произведения[какие?] были исполнены в 1985 году на фестивале в Хартфорде). В 1971 году написал масштабную патриотическую сюиту для джазового квартета и симфонического оркестра «Американские небеса» («Skies of America»), первая запись которой (сокращённая версия для саксофона с оркестром) была сделана в 1972, с участием Лондонского симфонического оркестра.

## Дискография
- Something Else!!!!: The Music of Ornette Coleman — 1958
- Coleman Classics Vol.1 — 1958
- Tomorrow Is The Question! — 1959
- The Shape of Jazz to Come — 1959
- Change Of The Century — 1959
- This Is Our Music — 1960
- Free Jazz: A Collective Improvisation — 1961
- Ornette! — 1961
- Ornette On Tenor — 1961
- The Art Of The Improvisers — 1961
- Twins — 1961
- To Whom Who Keeps A Record — 1960
- Beauty Is A Rare Thing — 1961
- Town Hall — 1962
- Chappaqua Suite — 1965
- An Evening With Ornette Coleman — 1965
- Who’s Crazy Vol. 1 — 1965
- Who’s Crazy Vol. 2 — 1965
- The Paris Concert (2CDs) — 1965
- Live At The Tivoli — 1965
- At The «Golden Circle» Vol. 1 — 1965
- At The «Golden Circle» Vol. 2 — 1965
- Ornette Coleman: The Empty Foxhole. Blue Note 9/66 — 1966
- The Music Of Ornette Coleman — Forms & Sounds — 1967
- The Unprecedented Music Of Ornette Coleman — 1968
- Live in Milano — 1968
- New York Is Now — 1968
- Love Call — 1968
- Ornette At 12 — 1968
- Crisis — 1969
- Man On The Moon / Growing Up — 1969
- Broken Shadows — 1969
- Friends And Neighbors — 1970
- Science Fiction — 1971
- European Concert — 1971
- Broken Shadows — 1972
- Paris Concert — 1966
- The Belgrade Concert — 1971
- Skies Of America — 1972
- J For Jazz Presents O.C. Broadcasts — 1972
- Dancing In Your Head — 1976
- Body Meta — 1976
- Soapsuds, Soapsuds — 1977
- Of Human Feelings — 1979
- Opening The Caravan Of Dreams — 1983
- Prime Time/Time Design — 1983
- Song X — 1985
- In All Languages — 1987
- Live at Jazzbuehne Berlin — 1988
- Naked Lunch — 1991
- Tone Dialing — 1995
- Sound Museum — Hidden Man — 1994
- Sound Museum — Three Women — 1994
- Verona Jazz — 1996
- Colors: Live from Leipzig — 1996
- Sound Grammar — 2006